# Frontière entre l'Illinois et l'Indiana

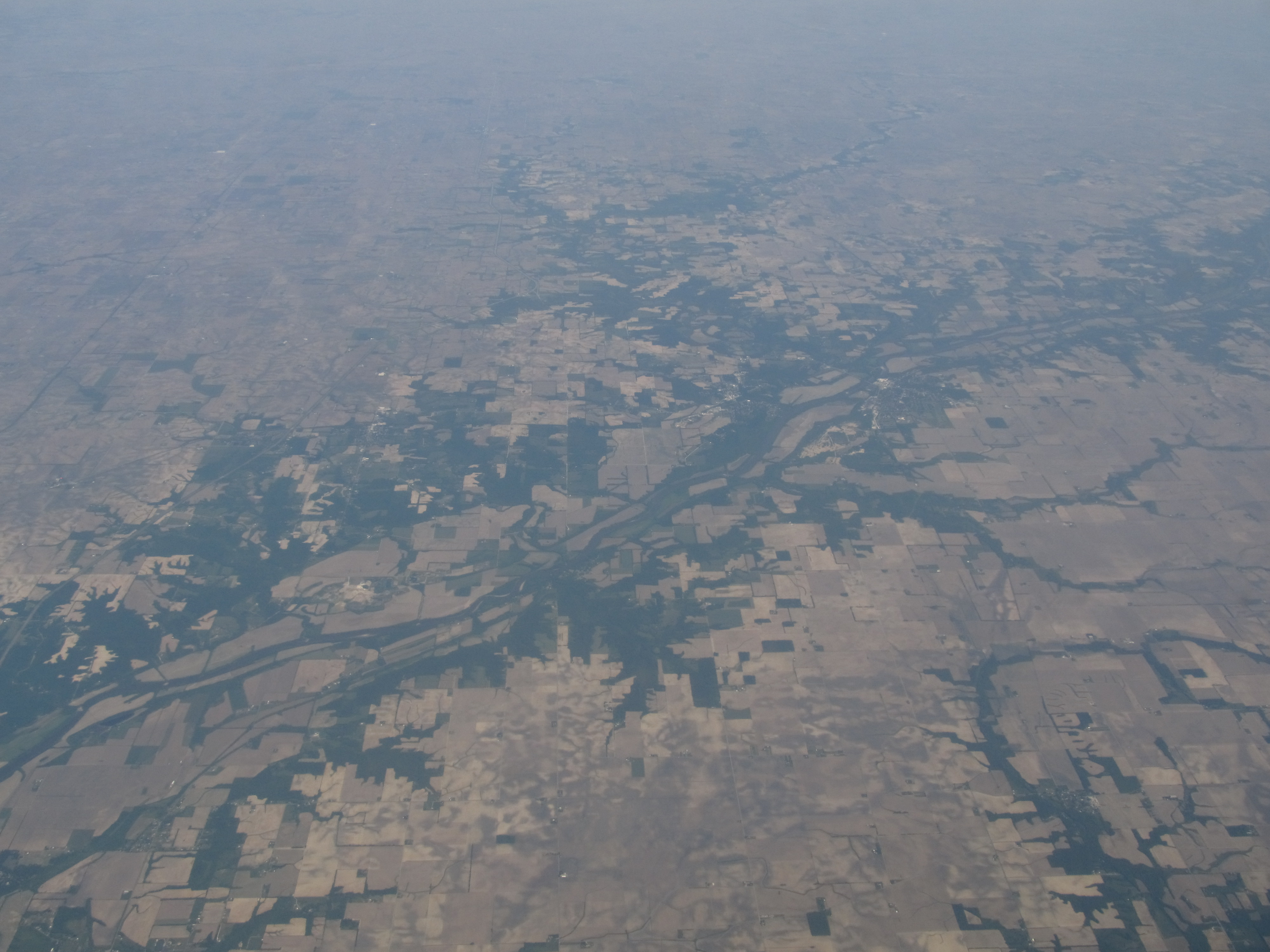
Vue aérienne de la rivière Wabash, qui sépare l'Indiana de l'Illinois.

La frontière entre l'Illinois et l'Indiana est une frontière intérieure des États-Unis délimitant les États de l'Indiana à l'est et l'Illinois à l'ouest.

## Description
Elle débute au nord par une frontière lacustre sur le lac Michigan constituée de deux portions rectilignes perpendiculaires : le parallèle 41° 45′ 29″ latitude nord au large de la ville de Portage (dans la prolongation de la frontière entre l'Indiana et le Michigan), puis suit le méridien 87° 32′ 36″ longitude ouest. 
Elle se poursuit alors, toujours sur ce méridien, par une frontière terrestre séparant d'abord les quartiers sud-est de Chicago (Hegewisch et East Side) des villes de la banlieue Est de Chicago puis continue sur ce méridien sur la majeure partie de cette frontière terrestre jusqu'à la rivière Wabash qu'elle atteint au sud-ouest de la ville de Terre Haute. Elle descend alors le cours d'eau dans une direction sud puis sud-ouest jusqu'à son point de confluence avec la rivière Ohio marquant un tripoint avec le Kentucky. 
La modification du cours de la rivière depuis l'instauration de la frontière, font que le territoire compris dans d'anciennes boucles de la rivière, de part et d'autre des rives du cours actuel, est rattaché à l'Indiana ou à l'Illinois. À noter aussi, à hauteur du faisceau de voies ferrées longeant le lac Michigan, la frontière marque sur environ 400 mètres, un léger décrochage d'environ 85 mètres vers l'ouest. Peu avant ce décrochage, se trouve l'Illinois–Indiana State Line Boundary Marker (en), un petit obélisque en pierre érigé en 1838 et devenu un Chicago Landmark.